# جی بلیکسن
جِی بلِیکسن (انگلیسی: J Blakeson) فیلم‌ساز و فیلم‌نامه‌نویس اهل انگلستان است. وی از سال ۲۰۰۵ میلادی تاکنون مشغول فعالیت بوده است. نخستین فیلم بلند او ناپدید شدن آلیس کرید (۲۰۰۹) بود؛ یک تریلر با بازی جما آرترتون، مارتین کامپستون، و ادی مارسن که نویسندگی و کارگردانی آن را بر عهده داشت. آخرین فیلم او من خیلی مراقبم (۲۰۲۰) بوده است.